# Gabriel Gabrio
Ne doit pas être confondu avec André Gabriello.
Édouard Gabriel Lelièvre dit Gabriel Gabrio, né à Reims le 13 janvier 1887,et mort le 31 octobre 1946 à Berchères-sur-Vesgre (Eure-et-Loir), est un acteur français.

## Biographie
Gabriel Gabrio, fils d’un remueur des caves du champagne Pommery, dernier de 16 enfants, fait ses débuts au Casino de Reims. Acteur de cinéma, il tourne 38 films de 1920 à 1943. Dès 1925, avec Les Misérables, il obtient un vif succès dans le rôle de Jean Valjean.
Son avant-dernier film fut Les Visiteurs du soir. Malade, il s'est retiré dans sa villa Jean-Valjean à Berchères-sur-Vesgre.

## Filmographie
- 1920 : La Fête espagnole de Germaine Dulac
- 1925 : Ivangorod de Gennaro Righelli
- 1925 : Un fils d'Amérique de Henri Fescourt
- 1925 : Les Misérables d'Henri Fescourt : Jean Valjean
- 1926 : Le Juif errant de Luitz-Morat
- 1926 : Antoinette Sabrier de Germaine Dulac
- 1926 : Le Capitaine Rascasse de Henri Desfontaines
- 1928 : Le Duel de Jacques de Baroncelli
- 1928 : Heures d'angoisse de Gennaro Righelli
- 1928 : Der Faschingskônig de Georg Jacoby
- 1929 : Fécondité de Henri Étiévant et Nicolas Evreïnoff
- 1929 : The Inseparables de Adelqui Migliar et John Stafford
- 1930 : La Lettre de Louis Mercanton
- 1930 : La Bodega de Benito Perojo
- 1930 : Le Roi de Paris de Leo Mittler
- 1930 : Une belle garce de Marco de Gastyne
- 1931 : L'Homme qui assassina de Kurt Bernhardt et Jean Tarride
- 1931 : Cœurs joyeux de Hanns Schwarz et Max de Vaucorbeil
- 1931 : La Bête errante de Marco de Gastyne
- 1932 : Les Croix de bois de Raymond Bernard : Sulphart
- 1932 : Au nom de la loi de Maurice Tourneur
- 1932 : Affaire classée ou Le Coup de minuit (court métrage) de Charles Vanel
- 1933 : Les Deux Orphelines de Maurice Tourneur : Jacques
- 1933 : La Rue sans nom de Pierre Chenal
- 1933 : Les Requins du pétrole de Rudolph Katscher et Henri Decoin
- 1934 : Le Diable en bouteille de Heinz Hilpert et Reinhart Steinbicker
- 1935 : Le Baron tzigane (Der Zigeunerbaron) de Karl Hartl et Henri Chomette
- 1935 : Lucrèce Borgia de Abel Gance
- 1935 : Cavalerie légère de Werner Hochbaum et Roger Vitrac
- 1936 : Gigolette de Yvan Noé
- 1936 : Sous les yeux d'Occident de Marc Allégret : Nikita
- 1936 : Pépé le Moko de Julien Duvivier : Carlos
- 1936 : Puits en flammes de Victor Tourjanski
- 1937 : Regain de Marcel Pagnol : Panturle
- 1938 : Le Roman d'un génie (Giuseppe Verdi) de Carmine Gallone
- 1938 : Deuxième Bureau contre Kommandantur de René Jayet
- 1939 : Campement 13 de Jacques Constant
- 1939 : Le Corsaire (film inachevé) de Marc Allégret
- 1942 : Les Visiteurs du soir de Marcel Carné : le bourreau
- 1943 : Le Val d'enfer de Maurice Tourneur : Noël Bienvenu

## Théâtre
- 1922 : Judith de Henri Bernstein, Théâtre du Gymnase
- 1923 : Je veux revoir ma Normandie de Lucien Besnard, mise en scène Gaston Baty, Baraque de la Chimère Saint-Germain-en-Laye
- 1924 : Ysabeau de Paul Fort, mise en scène Firmin Gémier,  Théâtre de l'Odéon